# 扎杜布里夫卡河
扎杜布里夫卡河（烏克蘭語：Задубрівка），是烏克蘭西南部的河流，屬於舒布拉涅齊河的左支流。該河發源自小庫丘里夫北部，流經切爾尼夫齊州的切爾尼夫齊區，河道全長20公里，流域面積50.7平方公里。